# Minh Mạng
Minh Mạng (明命) (1791 - 1841) was keizer van Vietnam van 1820 tot 1841. Hij was de opvolger van keizer Gia Long en de 2e keizer van de Nguyen-dynastie. In zijn regeerperiode bracht hij wetten uit die de katholieke missionarissen in de ban deden. Hij deed dit om dezelfde reden dat hij boeddhisten en taoïsten strafte, ze ondermijnden de goddelijkheid van de keizer. Ten tijde van keizer Minh Mang was de administratie onderverdeeld in zes ministeries: Binnenlandse Zaken, Financiën, Religie, Justitie, Oorlog en Publieke werken. Hem werd ooit eens gevraagd waarom er geen ministerie van Buitenlandse zaken was. Hij antwoordde hierop dat: "De Westerse barbaren zijn zoveel aandacht onwaardig".
In 1825 vaardigde keizer Minh Mang het eerste decreet tegen de christenen uit. Dit ondanks het protest van een van keizer Gia Longs oude adviseurs, de eunuch Le Van Duyet, die Minh Mang herinnerde aan de belofte van Gia Long aan Pierre Pigneau de Béhaine. Maar in die jaren vonden er vele opstanden plaats, vooral in het zuiden. De keizer vermoedde dat buitenlandse en lokale katholieken hierachter zaten. De keizer zag zijn vermoeden bewaarheid in 1833, toen de geadopteerde katholieke zoon van Le Van Duyet, Le Van Khoi tegen hem in opstand kwam. Hierop verordende de keizer de arrestatie van alle priesters, Vietnamees en Frans, die de religie van Jezus predikten. In de daaropvolgende zeven jaar werden er in totaal elf buitenlandse missionarissen ter dood gebracht. 

Naar moderne maatstaven en zelfs naar de maatstaven van die tijd was de vervolging van de katholieken mild, maar keizer Minh Mang had een verkeerd tijdstip gekozen. In dezelfde jaren was de kerk wederom in opkomst in Frankrijk en ook de Franse marine was op zoek naar nieuwe gebieden om de Franse invloed uit te breiden. De gebeurtenissen in Vietnam brachten de belangen van deze twee machtige groepen in Frankrijk tezamen.
In 1840 veranderde de houding van keizer Minh Mang ten opzichte van Europa. Hij zag de Engelse interventie in China met vrees aan en besloot dat het beter was een verdrag met Frankrijk te sluiten. Hij zond onaangekondigd twee hoge ambtenaren naar Frankrijk, die met hun komst voor een sensatie zorgden. Onder zware druk van de kerk en zelfs het Vaticaan weigerde koning Lodewijk Filips I van Frankrijk hen te ontvangen.
Onder Minh Mang viel Vietnam in het noordelijk grensgebied met Laos  Xhieng Khuang binnen. Hij nam de koning van Xhieng Khuang, Chao Suthakasuvannakuman, gevangen en liet hem executeren in de stad Hué in 1832.